# کرومیوم (مرورگر)
کرومیوم (به انگلیسی: Chromium)، پروژه‌ای برای ساخت یک مرورگر وب متن باز است که گوگل کروم (به انگلیسی: google Chrome) و چند مرورگر دیگر از جمله مرورگر اپرا (به انگلیسی: Opera) و مایکروسافت اج (به انگلیسی Microsoft Edge) و مرورگر شجاع (به انگلیسی: Brave) و مرورگر یاندکس (به انگلیسی: Yandex Browser) بر پایه آن هستند. کرومیم مانند گوگل کروم است ولی ظاهر متفاوتی با گوگل کروم دارد و قابلیت پیگیری‌کنندهٔ گوگل و افزونه ادوبی فلش را نیز دارا نمی‌باشد.
پروژهٔ کرومیم نامش را از عنصر کرومیم، فلزی که کروم از روی آن ساخته می‌شود گرفته‌است. هدف گوگل از ساخت کرومیم که در مستندات آمده، ساخت پروژه‌ای منبع باز است که محصول نهایی آن کروم خواهد بود.
یکی از اهداف عمدهٔ کرومیوم، علاوه بر ساخت مرورگری با مدیریت پنجره به صورت tab، ایجاد بستری برای برنامه‌های تحت وب است که آن را با یک مرورگر اینترنتی مرسوم متفاوت کرده‌است. ایدهٔ ساده بودن برای این مرورگر، مشابه با برنامهٔ جستجوگر ویندوز (به انگلیسی: Windows Explorer) یا برنامه جستجو کننده مک اواس ده (به انگلیسی: Finder) است که ساده طراحی شده‌اند. حالت توسعهٔ این پروژه «باید به گونه‌ای باشد که به صورت سبک (فیزیکی و ظاهری) و سرعت و امنیت بالایی نیز داشته باشد.»

## تفاوت‌های بین کروم و کرومیوم
کرومیوم نام اختصاص داده شده به یک پروژه منبع باز است که کد منبع آن توسط پروژه کرومیوم منتشر و نگه‌داری می‌شود. نصب آخرین نسخه‌های طراحی شده توسط رونوشت‌های از پیش کامپایل‌شده برای ویندوز، لینوکس و مک او اس ده امکان‌پذیر است، گوگل کد منبع کرومیم را با اضافه کردن یک فلش پلیر داخلی، نشان گوگل، یک بروزرسان خودکار به نام بروزرسان گوگل (به انگلیسی: GoogleUpdate)، یک آمارگیر (که به سلیقه شخص، اطلاعات مربوط به شکست‌های و آمار نحوهٔ عملکرد مرورگر را برای گوگل ارسال می‌کند) تحت عنوان کروم منتشر می‌کند.